# Maziar Miri
Maziar Miri (en persan:  مازیار میری) né le 1er février 1972 à Téhéran, est un monteur et réalisateur renommé iranien.

## Carrière
Maziar Miri a fait ses études de montage à l'Université de Seda et Sima (Institution de la Radio et de la Télévision reliée à l'IRIB). Il a commencé sa carrière en tournant des documentaires au sujet de l’Iran. Il a réalisé son premier court métrage en 1996. Il a travaillé quelques années pour le département de montage de la Télévision iranienne (IRIB) au canal 2. Il réalisé son premier film, La pièce non-achevée en 2000 qui lui a rapporté quelques prix internationaux. Il a aussi réalisé une série documentaire intitulée: Migration rouge (2002 - 2004). 
Son film, Be Ahestegui (Graduellement), a été présenté au Berlinale en 2006.

## Filmographie
- 2006 : Be Ahestegui (Graduellement)
- 2009 : Le Coffre-fort - Série télévisée
- 2013 : Piscine de dessin

## Distinctions
- Regard d’Or (Grand Prix du Festival), Festival international de films de Fribourg, Suisse (2006).